# شهرستان رندولف (ایندیانا)
شهرستان رندولف، ایندیانا (به انگلیسی: Randolph County, Indiana) شهرستانی در ایالات متحده آمریکا است که در ایندیانا واقع شده‌است.